# Bolitophila ingrica
Bolitophila ingrica is een muggensoort uit de familie van de Bolitophilidae. De wetenschappelijke naam van de soort is voor het eerst geldig gepubliceerd in 1969 door Stackelberg.